# Jerry Heil
Jerry Heil (укр. Дже́рі Гейл, справжнє ім'я — Я́на Олекса́ндрівна Шема́єва; нар. 21 жовтня 1995, Васильків, Київська область) — українська співачка та авторка пісень. Стала відомою як відеоблогерка та кавер-виконавиця завдяки переспівам пісень світових та українських виконавців. Популярність їй принесла авторська пісня «Охрана, отмєна» з її дебютного студійного альбому «Я — Яна» (2019, назва стилізована як «#Я_ЯНА»). В дуеті з реперкою alyona alyona представляла Україну на Пісенному конкурсі «Євробачення-2024» з композицією «Teresa & Maria» в місті Мальме, Швеція, де співачки посіли третє місце.

## Життєпис

### Ранні роки
Народилася 21 жовтня 1995 року в місті Васильків Київської області. З 3 до 15 років навчалася в музичній школі, потім — у Київському інституті музики імені Рейнгольда Глієра (відділення хорового диригування) та Національній музичній академії України імені Петра Чайковського (який кинула на другому курсі). Батьки — приватні торговці; мати, Людмила Шемаєва, також співає та публікує відео в мережі; у серпні 2022 року вийшов кліп на спільну пісню «Не сестри».

## Кар'єра

### Псевдонім
Псевдонім Jerry Heil має випадкову історію. Коли в 15-річному віці вона реєструвалася в соцмережі ВКонтакті, то вказала вигадане ім'я Jerry Mouse (від імені анімаційного персонажа миші Джеррі). Згодом слово mouse вона замінила на перше-ліпше американське прізвище, яке побачила в інтернеті.

### Відеоблоги
З 2012 року Шемаєва знімала та публікувала різноманітні відеоролики — від розмовних відео та блогів до музичних каверів. Вона переспівувала пісні відомих українських та закордонних виконавців: «Океан Ельзи», «The Hardkiss», «Twenty One Pilots», «Kodaline» та інших. Лідер «Океану Ельзи» Святослав Вакарчук неодноразово публікував у себе на сторінках у соціальних мережах її кавери на пісні гурту.

### 2016—2018: мініальбом «Де мій дім»

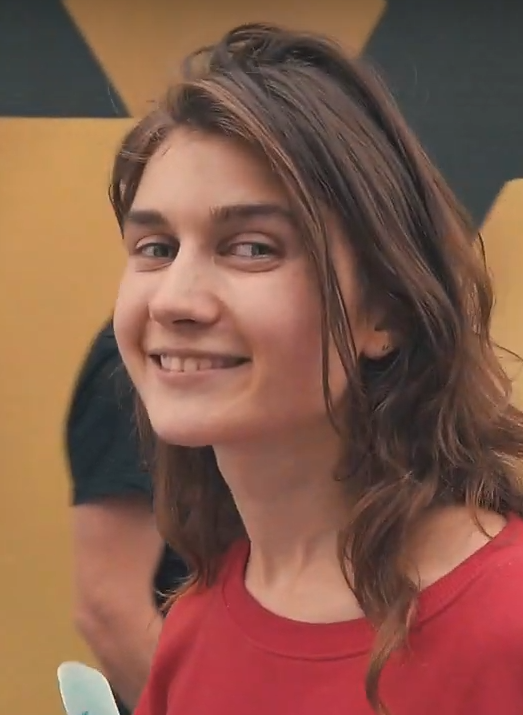
Jerry Heil у 2019 році

На початку грудня 2016 року рок-гурт «Arlett» випустив сингл «Електрична зима», у записі якого брала участь Jerry Heil.
У 2017 році Jerry Heil разом із товаришем, з яким вони грали в ресторані, вирішили створити гурт. Разом двома своїми знайомими вони почали репетирувати в гаражі в Києві, куди співачка приїжджала з Василькова. Гурт швидко розпався. Тоді ж Jerry Heil також виступала сольно. На заході, організованому радіо «ДжемFM», Джеррі співала попурі, організаторам сподобалось, і вони пообіцяли взяти в ротацію її авторську пісню. Так з'явилася пісня «Де мій дім». Поява треку підштовхнула Джеррі до пошуку музичного продюсера. Незабаром вона натрапила на сторінку «Vidlik Records» у Facebook, до якої надіслала чернетки своїх пісень та згодом отримала схвальну відповідь від засновників лейблу Євгена Філатова та Нати Жижченко. Саме на їхньому лейблі 27 жовтня 2017 року був виданий дебютний мініальбом Jerry Heil під назвою «Де мій дім», до якого увійшли чотири пісні: «Де мій дім», «Постіль», «Небо» та «Надія».

3 листопада 2018 року Jerry Heil взяла участь у кастингу дев'ятого сезону співочого шоу «X-Фактор», де заспівала акапельно попурі з пісень Олега Винника. Отримавши чотири «так» (згода журі на проходження кандидата до наступного етапу конкурсу), вона потрапила до тренувального табору, який покинула після першого випробування. Того ж місяця Jerry Heil презентувала нову пісню «Кава». 12 листопада 2018 року відбулася прем'єра її дебютного кліпу на пісню «Постіль», знятого кліпмейкером Юрієм Двіжоном, у якому знявся земляк співачки з Василькова, модель Дмитро Топоринський.
Наприкінці того ж року співачці написав саунд-продюсер Юрій Водолажський і запропонував записати одну з її пісень. Співпраця не склалася, але Водолажський познайомив Джеррі з музикантом та саундпродюсером Романом Череновим, відомим під псевдонімом Morphom. Напередодні Нового року Jerry Heil з Morphom'ом записали трек «Вічність».

### 2019—2021: альбом «#Я_ЯНА» та добір на «Євробачення-2020»
На початку березня 2019 року в Instagram Jerry Heil опублікувала уривок пісні «Охрана, отмєна», записаний спільно з Morphom. Трек набрав обертів у соцмережі, де був переспіваний та поширений сотні разів, зокрема співачками Настею Каменських та Вірою Брежнєвою. 4 квітня 2019 року Jerry Heil опублікувала лірик-відео та повну версію пісні. Того ж місяця вийшла пісня «Я не святая» Віри Брежнєвої, написана в співавторстві Jerry Heil та композитора Костянтина Меладзе. У червні Джеррі брала участь у записі пісні «Ми одне» київського гурту «Cloudless», для їхнього альбому «Маяк».
24 вересня 2019 року Jerry Heil презентувала третій сингл «Вільна каса» з дебютного альбому та музичне відео до нього. Уже за чотири дні відбулася прем'єра альбому «#Я_ЯНА» на YouTube, до якого увійшли вісім композицій. На цифрових майданчиках прем'єра альбому відбулася 4 жовтня. Того ж дня в київському концертному залі «Bel Etage» відбувся перший сольний концерт Jerry Heil.
13 грудня 2019 року Jerry Heil випустила три сингли та відеороботи до них, а саме: «Рецепт салата „Нєвєста“», «Вічність» та «Моя дитяча мрія».

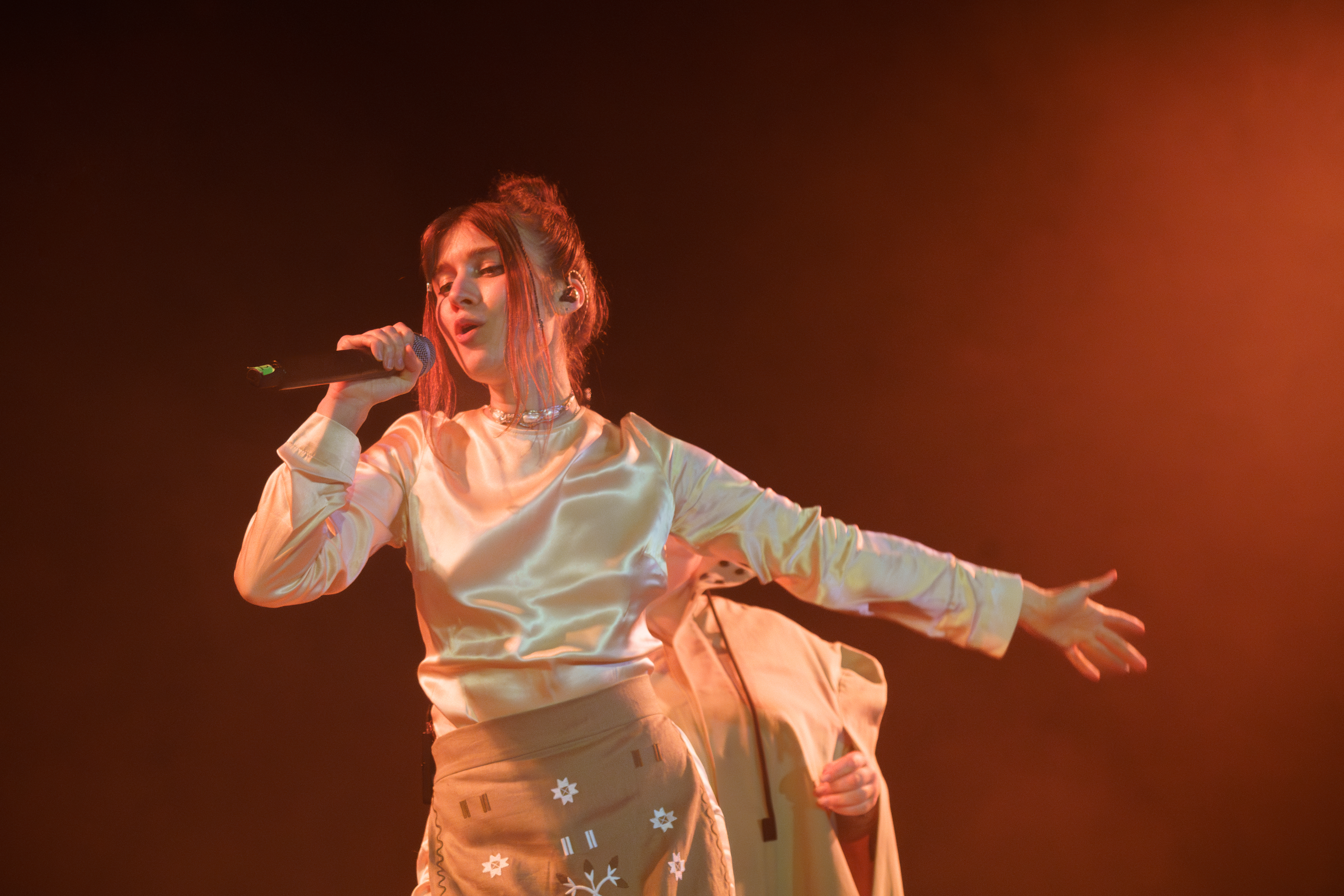
На Eurovision Pre-Party 2024 Madrid

20 січня 2020 року стало відомо, що співачка братиме участь у Національному відборі на «Євробачення-2020». Вона виступила 8 лютого 2020 року в першому півфіналі відбору з англомовною піснею «Vegan» та пройшла до фіналу. 22 лютого 2020 року Джеррі посіла останнє шосте місце у фіналі, отримавши найнижчі бали від журі та глядачів.
10 лютого 2020 року представила пісню «Не бейбі», яка стала саундтреком до четвертого сезону реаліті-шоу «Від пацанки до панянки». Під час всеукраїнського карантину, запровадженого через поширення COVID-19, Jerry Heil написала «антикарантинну» пісню «Ніна, донт стрес», прем'єра якої відбулася 7 квітня 2020 року. У лірик-відео до пісні, окрім самої Jerry Heil, знялися також її Instagram-підписники, які долучилися до прямої трансляції під час якої Яна записувала пісню.

### 2022—2024, власний лейбл, Євробачення 2024

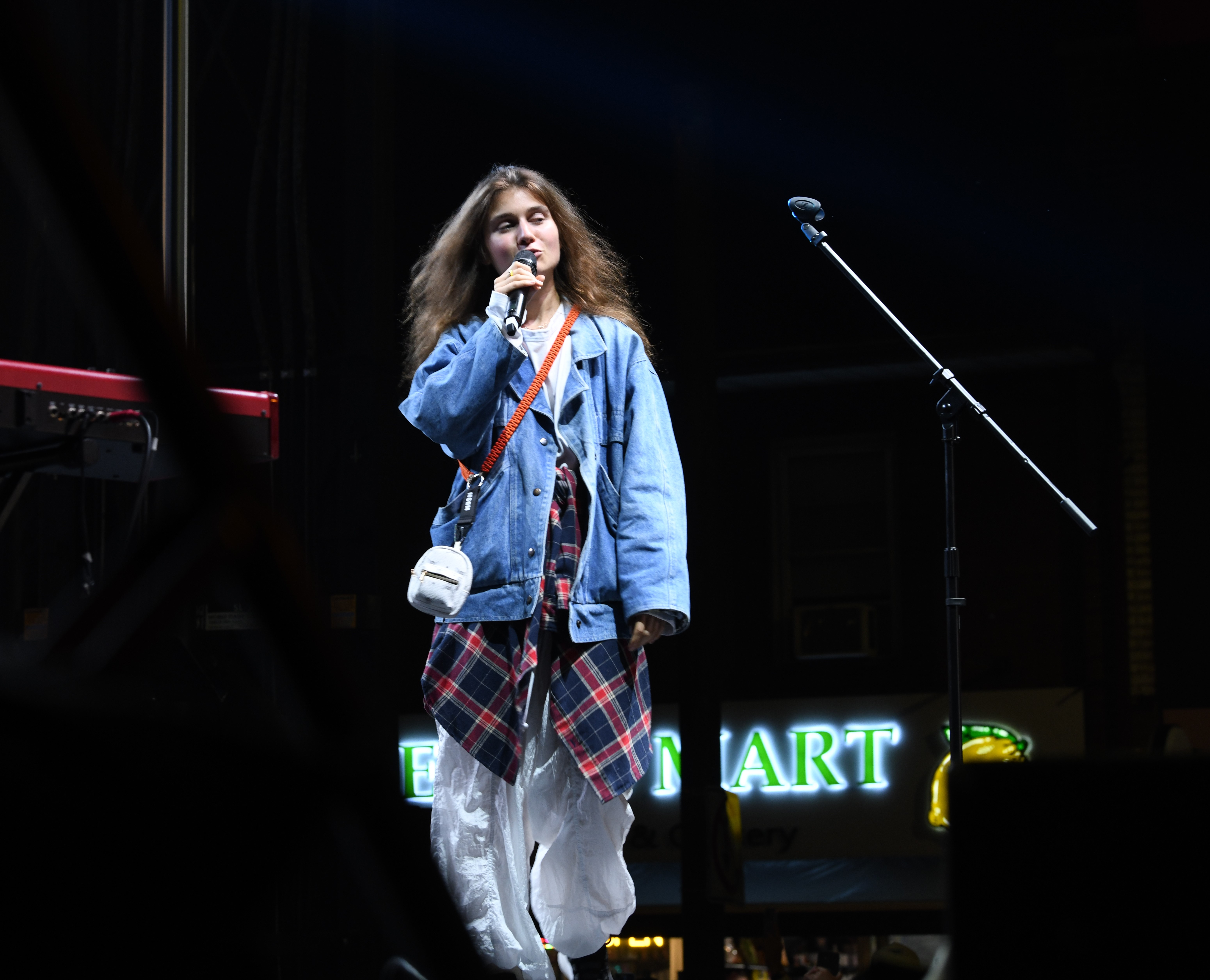
Jerry Heil на Українському фестивалі, Торонто, 2022

Із червня 2022 року директором співачки став Микола Кучерявий, на той момент — директор гурту Kalush Orchestra.
6 липня 2022 року на YouTube каналі Jerry Heil виходить пісня «Купала» (назва стилізована як #KUPALA) спільно з українською реперкою alyona alyona та німецькою співачкою українсько-польського походження ela. Трек мав величезний успіх, і близько тижня видавався як рекомендований матеріал у трендах українського YouTube. 26 серпня того ж року Jerry Heil у співпраці з alyona alyona випустили мініальбом «Dai Boh». До мініальбому увійшли чотири спільні треки з європейськими виконавцями: «Вітер віє» з польським репером Gedz, «Дай Бог» з литовською співачкою Монікою Лю, «Купала» — уже виданий трек зі співачкою ela. та «Зозуля» з латвійським репером Ginger Mane.
У листопаді того ж року Jerry Heil представила відеокліп на пісню «Козацькому роду». А вже наступного місяця вона вдруге взяла участь у нацвідборі на Пісенний конкурс «Євробачення-2023», де з піснею «When God Shut The Door» посіла третє місце.
У липні 2023 року заявила про створення лейблу Nova Music та початок продюсерської діяльності. Першою музиканткою лейблу стала Vitaliia.

У листопаді 2023 року стало відомо, що Яна в дуеті з alyona alyona пройшли до фіналу Національного відбору на Пісенний конкурс Євробачення 2024. З піснею «Teresa & Maria» дует виступив на сцені нацвідбору. За результатами голосування Jerry Heil та alyona alyona перемогли на відборі, випередивши «Циферблат», що отримали найбільше балів від журі, однак глядачі найбільше балів віддали дуету. Під час жеребкування 30 січня 2024 року стало відомо, що Україна з піснею «Teresa & Maria» виступить у першому півфіналі в першій половині Євробачення 2024. 7 травня 2024 року Jerry Heil та alyona alyona виступили під 5 номером та пройшли до фіналу конкурсу, у якому в підсумку посіли 3-тє місце, набравши 453 бали.

Фрагменти виступу на Євробаченні 2024
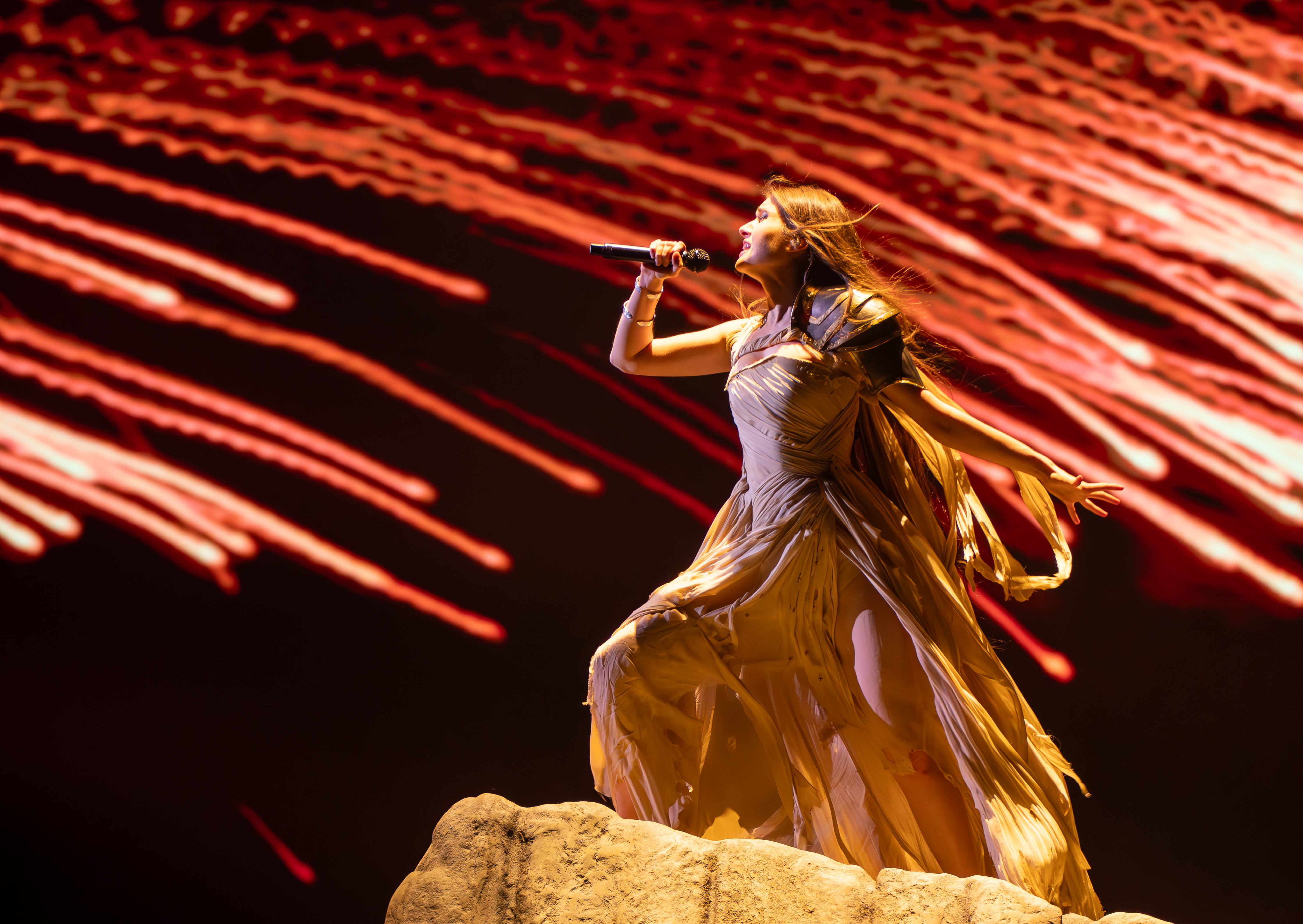
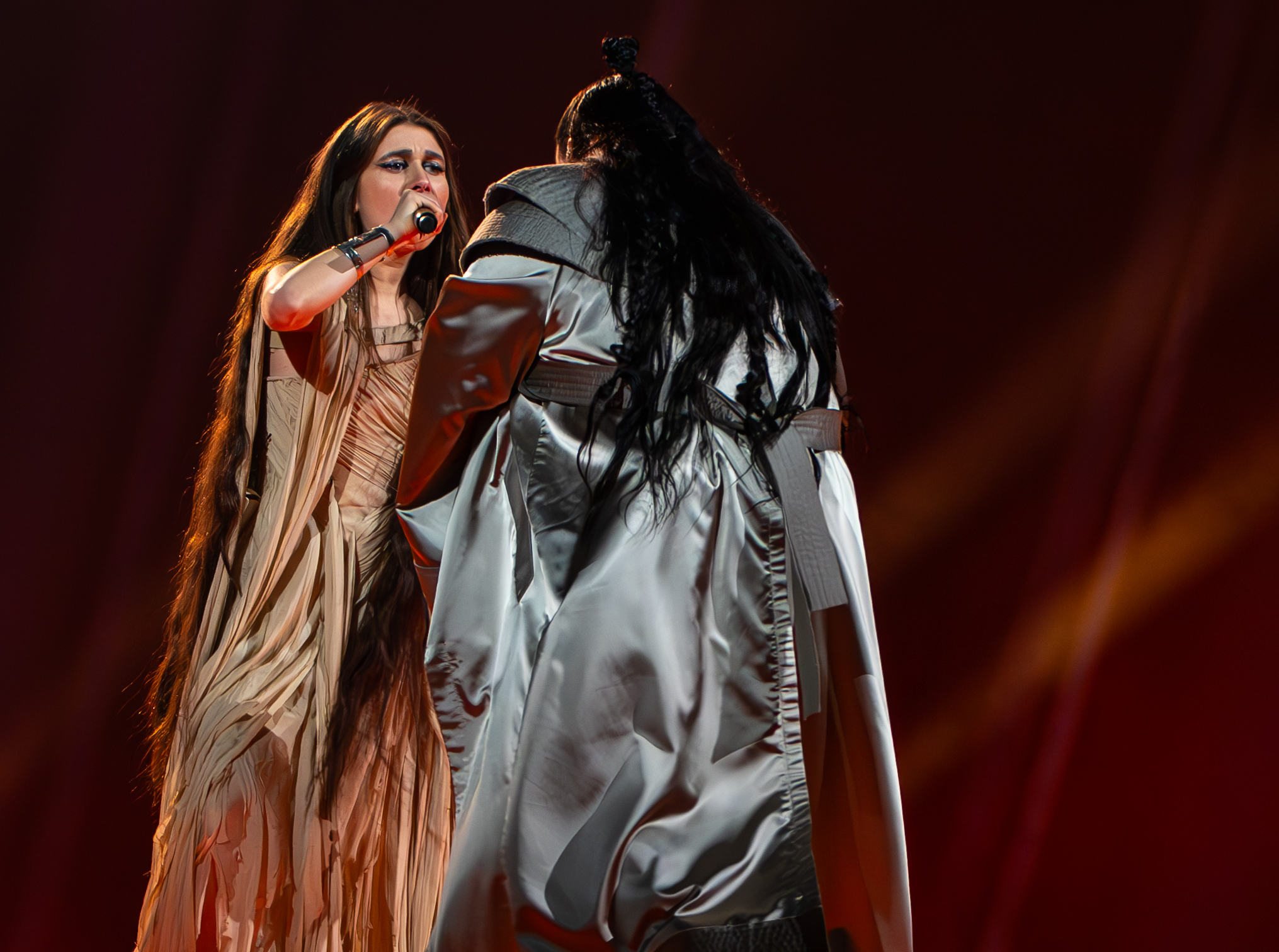
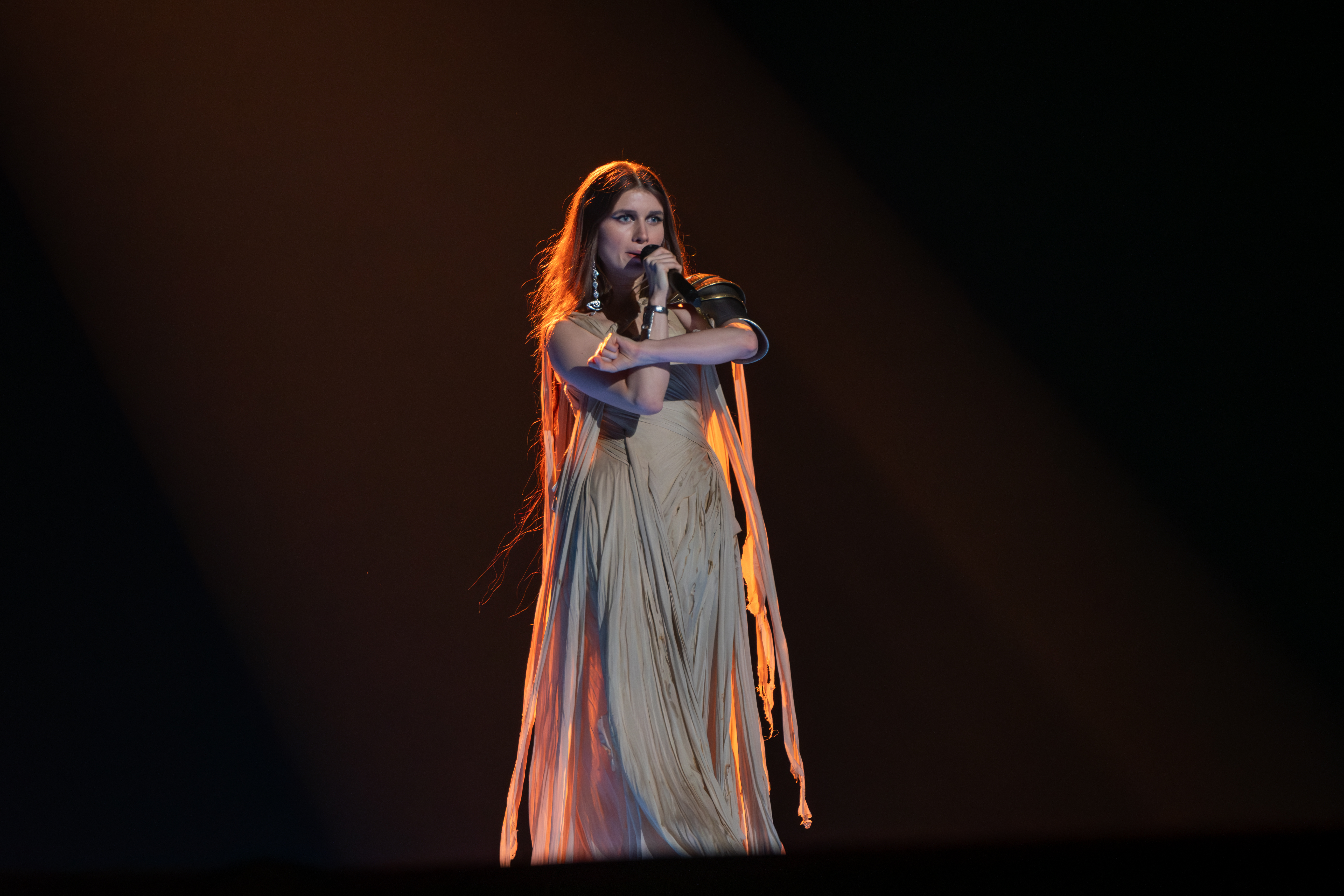

21 травня 2024 співачка доєдналася до Каннського кінофестивалю.
26 вересня 2024 року Jerry Heil та Юлія Саніна випустили спільну пісню «WABI-SABI» та кліп на неї, які були натхненні японською філософією прийняття змін. 4 жовтня того ж року Jerry Heil знялась разом із Nemo (пісня «The Code» у виконанні Nemo стала переможною на Євробаченні 2024, де брала участь і співачка) в кліпі на пісню «Eurostar».

### 2025—дотепер: Греммі, Євробачення 2025
У лютому 2025 року композиція Jerry Heil «All Eyes On Kids» була номінована на музичну премію Греммі 2025 в категорії Best Song For Social Change.
13 травня 2025 разом із учасниками Євробачення 2024 — Маріною Сатті, Silvester Belt, Iolanda, виступила в інтервал-акті першого півфіналу Євробачення 2025 в Базелі, Швейцарія. Вони виконали пісню «Ne partez pas sans moi», з якою Селін Діон перемогла на конкурсі 1988 року. Окрім цього, у фіналі Jerry Heil також оголосила бали журі від України.
16 травня 2025 року разом з гуртом Within Temptation випустила спільну пісню «Sing Like A Siren». Пісня поєднує в собі кілька жанрів із впливом класичної та рок-музики, а центральним мотивом є народна веснянка. Jerry Heil описує «Sing Like A Siren» наступним чином: «У цій історії є дві головні героїні: дівчина та стихія — вода. Однак, у міру розвитку історії, ми розуміємо, що насправді існує лише одна стихія, тому що люди та природа — єдине ціле. Бурхлива вода уособлює виклики, з якими ми стикаємося на шляху до нашої „безпечної гавані“. Але головне — зрозуміти, що нам не потрібно боротися з природою. Як тільки ми побачимо себе її частиною, ми усвідомимо, що іноді саме ми створюємо бурю».

## Музичний стиль
Jerry Heil пише тексти на соціальні теми, про свій особистий життєвий досвід, історії інших людей та навколишній світ. Свій жанр вона описує як «побутовий поп».
Співачка інколи звертається до теми вищих сил у своїх піснях. З 2022 року в піснях згадує Бога, наприклад, у «Молитва», «Чому?», «Dai Boh», «ANIMA MEA», «When God Shut the Door», «Щедра ніч», «В пустій кімнаті» та ін.

## Громадська та інша діяльність
25 вересня 2019 презентувала музичне відео на пісню «Моя дитяча мрія» для благодійного проєкту «Здійсни мрію». Відео було створено на основі малюнків дитячих мрій, зібраних благодійним проєктом. Співачка також передала проєкту авторські права на пісню, «для того, щоб її могли максимально широко використовувати для доброї мети».
20 березня 2022 Jerry Heil та Тіна Кароль взяли участь у масштабній акції на підтримку України. Разом з польським хором Яна заспівала свою пісню «Гімн Молоді» у дещо оновленому варіанті. Другий куплет співачка переклала англійською мовою. Захід — великий благодійний концерт «Разом з Україною» — відбувся в польському місті Лодзь; у ньому взяли участь польські та українські виконавці. Акцію транслювали по телебаченню у понад 50 країнах світу. Кошти, зібрані завдяки події, передали Польській Гуманітарній Акції, яка надає допомогу українському народу з 2014 року. Ведучий концерту «Разом з Україною» Марцін Прокоп повідомив, що під час концерту лише завдяки SMS-повідомленням на підтримку України зібрали 1 614 000 злотих (11 163 374 гривень).
Загалом, з початку повномасштабного вторгнення в Україну співачка активно залучена до заходів зі збору коштів на підтримку ЗСУ.

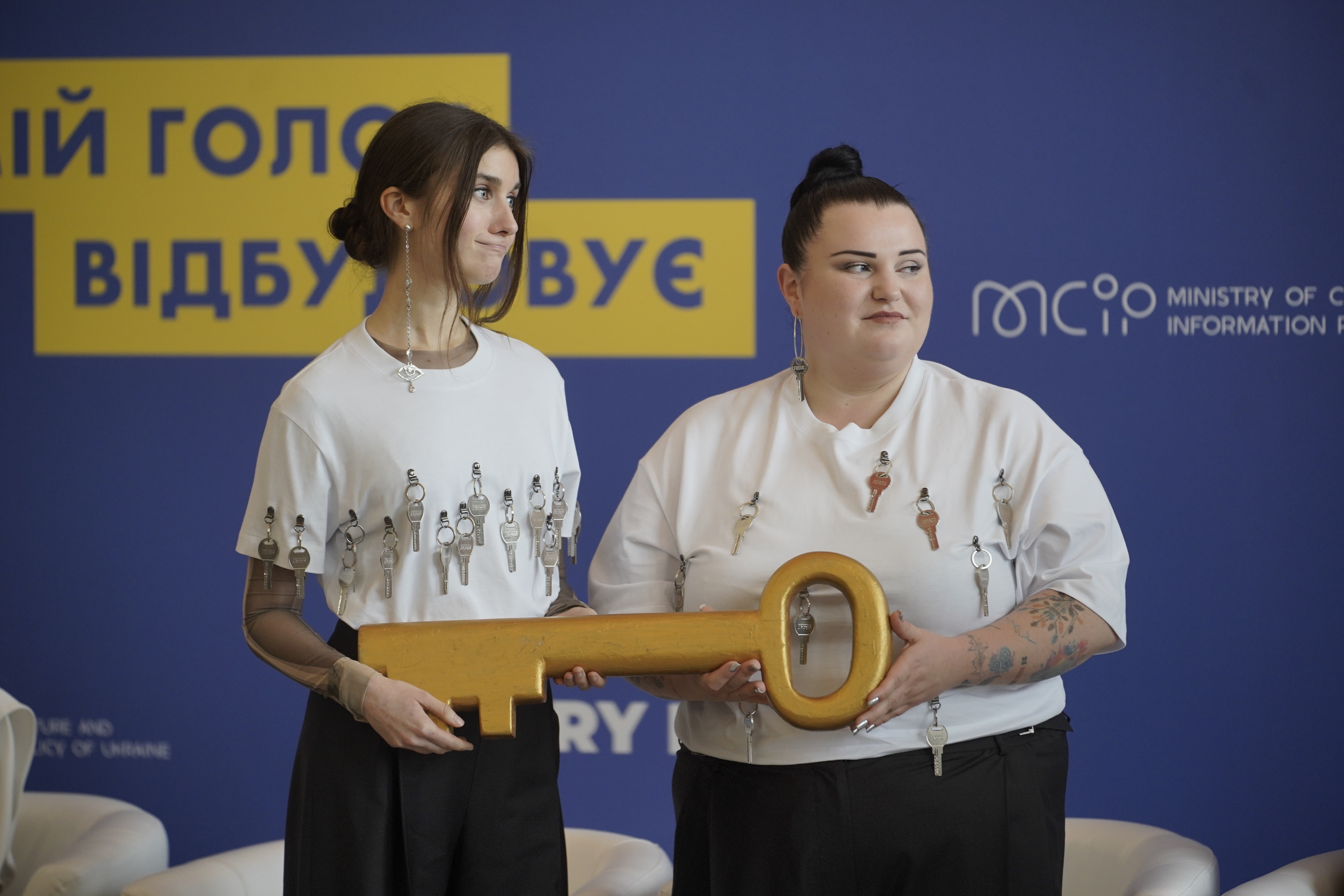
Jerry Heil та alyona alyona з символічним ключем збору для Великокостромської гімназії

Jerry Heil та alyona alyona, як представниці України на Пісенному конкурсі Євробачення 2024, збирали разом з UNITED24, Visa та Ощадбанком кошти на відбудову Великокостромської гімназії, яку зруйнувала російська ракета. Метою співачок була сума 10 000 000 гривень, яку вони зібрали.
17 червня 2025 року Jerry Heil приєдналася до збору UNITED24 «Вартові неба», на 10 ШІ-керованих турелей, які захищатимуть українців від безпілотників і ракет.

## Особисте життя
Джеррі Хейл є веганкою та практикує сироїдіння.
У 2019 році зазначала, що вірить у вищі сили, але не належить до жодної з релігій, хоч і хреститься та відвідує церкву на свята.
У 2022 році в інтерв'ю Джері Хейл казала, що вірить в Бога. .
2025 року закінчила стосунки з хлопцем, з яким зустрічалася більше року.

## Скандали
У серпні 2018 року компанія «Комп Мюзік Паблішинг» (ліцензіат Universal Music Publishing Group в Україні) пригрозила поскаржитися на YouTube-канал Jerry Heil за неправомірне використання авторських прав, бо вона не мала дозволу на публікацію кавер-версії треку «Believer» американського гурту «Imagine Dragons». Згодом компанія наполягла, щоб з каналу видалили всі кавери на пісні з каталогу Universal Music, та вимагав кілька тисяч гривень штрафу за права на «Believer». Потім компанія подала ще дві скарги на канал Яни, у результаті чого його видалили. Зрештою за справу взявся відеолейбл AIR Music, партнеркою якого є Jerry Heil. На зустрічі між керівниками відеолейбл, «Комп Мюзік» та юристами був укладений договір. У результаті переговорів штрафи для Jerry Heil зменшили, а також була узгоджена сума ліцензій на три треки, авторські права за якими були порушені. «Комп Мюзік Паблішинг» відкликав скарги, а канал відновили.

## Дискографія

### Альбоми
| Назва             | Деталі                                                                     |
| ----------------- | -------------------------------------------------------------------------- |
| #Я_ЯНА            | - Дата: 4 жовтня 2019 - Поширення: Best Music - Формат: Digital, потокове  |
| МАНДАРИНИ І ОЛЕНІ | - Дата: 17 грудня 2021 - Поширення: Best Music - Формат: Digital, потокове |
| АРХЕТИПИ          | - Дата: 2 травня 2025 - Поширення: Nova Music - Формат: Digital, потокове  |

### Мініальбоми
| Назва                      | Деталі                                                                                  |
| -------------------------- | --------------------------------------------------------------------------------------- |
| Де мій дім                 | - Дата: 27 жовтня 2017 - Поширення: Vidlik Records - Формат: Digital, потокове          |
| Особисте                   | - Дата: 9 квітня 2021 - Поширення: Vidlik Records - Формат: Digital, потокове           |
| Dai Boh (із alyona alyona) | - Дата: 26 серпня 2022 - Поширення: Columbia Records / ENKO - Формат: Digital, потокове |
| MARIA                      | - Дата: 11 липня 2024 - Поширення: NOVA MUSIC - Формат: Digital, потокове               |

### Сингли

#### Як головна артистка
| Рік                                        | Назва                                              | Найвища позиція в чарті | Альбом              |
| Рік                                        | Назва                                              | UKR                     | Альбом              |
| ------------------------------------------ | -------------------------------------------------- | ----------------------- | ------------------- |
| 2017                                       | Де мій дім                                         | —                       | Де мій дім          |
| 2017                                       | Небо                                               | —                       | Де мій дім          |
| 2017                                       | Постіль                                            | —                       | Де мій дім          |
| 2017                                       | Надію                                              | —                       | Де мій дім          |
| 2019                                       | #ОХРАНА, ОТМЄНА                                    | 5                       | #Я_ЯНА              |
| 2019                                       | #НАТВЕРКАЙ                                         | —                       | #Я_ЯНА              |
| 2019                                       | #ВІЛЬНА_КАСА                                       | 14                      | #Я_ЯНА              |
| 2019                                       | #БІЛІ_КРОСИ                                        | —                       | #Я_ЯНА              |
| 2019                                       | #КУБІКИ_РУБІКА                                     | —                       | #Я_ЯНА              |
| 2019                                       | #ПЙАНА_ЖІНКА                                       | —                       | #Я_ЯНА              |
| 2019                                       | #ХОСТЕЛ_МОНСТРІВ                                   | —                       | #Я_ЯНА              |
| 2019                                       | #ХУБАКАР                                           | —                       | #Я_ЯНА              |
| 2019                                       | Вічність                                           | —                       | Позаальбомний сингл |
| 2019                                       | #РЕЦЕПТ_САЛАТА_НЄВЄСТА                             | —                       | Позаальбомний сингл |
| 2019                                       | #МОЯ_ДИТЯЧА_МРІЯ                                   | —                       | Позаальбомний сингл |
| 2020                                       | Vegan                                              | —                       | Позаальбомний сингл |
| 2020                                       | #Небейбі                                           | 24                      | Позаальбомний сингл |
| 2020                                       | #Нінадонтстрес                                     | 37                      | Позаальбомний сингл |
| 2020                                       | Провінція                                          | —                       | Позаальбомний сингл |
| 2020                                       | #Chewing                                           | —                       | Позаальбомний сингл |
| 2020                                       | #Блогер                                            | —                       | Позаальбомний сингл |
| 2020                                       | #Бомба_ракета_пушка_граната                        | —                       | Позаальбомний сингл |
| 2021                                       | #КРІНЖ_ВИКРАДАЧРІЗДВА                              | —                       | Позаальбомний сингл |
| 2021                                       | #АРИФМЕТИКА_КОХАННЯ                                | —                       | Позаальбомний сингл |
| 2021                                       | #ГОЛОЮ                                             | —                       | Особисте            |
| 2021                                       | #LULLABY (#КОЛИСКОВА)                              | —                       | Особисте            |
| 2021                                       | #ОВЕРДРУЖБА_НЕДОСЕКС                               | —                       | Особисте            |
| 2021                                       | #ДЕВОЧКА_ЛЮБОВЬ                                    | —                       | Особисте            |
| 2021                                       | #НЕ_ОРИ_МАМ                                        | —                       | Особисте            |
| 2021                                       | #ОСОБИСТЕ                                          | —                       | Особисте            |
| 2021                                       | Плакса (із Анною Трінчер)                          | —                       | Позаальбомний сингл |
| 2021                                       | Apple — Man (з/кф «Apple-Man»)                     | —                       | Позаальбомний сингл |
| 2021                                       | #ЗДН                                               | —                       | Позаальбомний сингл |
| 2021                                       | #ВЕГАН                                             | —                       | Позаальбомний сингл |
| 2021                                       | Intro. #СВЯТО_НАБЛИЖАЄТЬСЯ                         | —                       | МАНДАРИНИ І ОЛЕНІ   |
| 2021                                       | #КРІНЖ                                             | —                       | МАНДАРИНИ І ОЛЕНІ   |
| 2021                                       | #ДІД_ВМОРОЗ                                        | —                       | МАНДАРИНИ І ОЛЕНІ   |
| 2021                                       | ТУК ТУК ТУК                                        | —                       | МАНДАРИНИ І ОЛЕНІ   |
| 2021                                       | #ВІЧНІСТЬ                                          | —                       | МАНДАРИНИ І ОЛЕНІ   |
| 2021                                       | #ОЛЕНІ (із гуртом ТіК)                             | 167                     | МАНДАРИНИ І ОЛЕНІ   |
| 2021                                       | #НЕТВОЯ                                            | —                       | МАНДАРИНИ І ОЛЕНІ   |
| 2021                                       | #ЕКСА_В_ГІВЕВЕЙ (із Анною Трінчер)                 | 54                      | МАНДАРИНИ І ОЛЕНІ   |
| 2021                                       | #ОСЬ_ТИ_ІБІСИШСЯ: OUTTRO                           | —                       | МАНДАРИНИ І ОЛЕНІ   |
| 2022                                       | #ПОШТА                                             | 178                     | Позаальбомний сингл |
| 2022                                       | #МОСКАЛЬ_НЕКРАСІВИЙ (із Вєркою Сердючка)           | 15                      | Позаальбомний сингл |
| 2022                                       | Разом до перемоги (із Олею Поляковою та Dorofeeva) | —                       | Позаальбомний сингл |
| 2022                                       | В пустій кімнаті (із YAKTAK)                       | 63                      | Позаальбомний сингл |
| 2022                                       | #МРІЯ                                              | 84                      | Позаальбомний сингл |
| 2022                                       | Кохайтеся Чорнобриві                               | —                       | Позаальбомний сингл |
| 2022                                       | Nakanaide Ukraina                                  | —                       | Позаальбомний сингл |
| 2022                                       | ДУШЕВНА ПА-ДАМАШНЄМУ (із Emdivity та Леся Нікітюк) | —                       | Позаальбомний сингл |
| 2022                                       | Viter viie (із alyona alyona та Gedz)              | —                       | Dai Boh             |
| 2022                                       | Dai Boh (із alyona alyona та Моніка Лю)            | 190                     | Dai Boh             |
| 2022                                       | KUPALA (із alyona alyona та ela.)                  | 14                      | Dai Boh             |
| 2022                                       | Zozulia (із alyona alyona та Ginger Mane)          | —                       | Dai Boh             |
| 2022                                       | #НЕСЕСТРИ (із Mama)                                | —                       | Позаальбомний сингл |
| 2022                                       | #ТАТО                                              | —                       | Позаальбомний сингл |
| 2022                                       | КОЗАЦЬКОМУ_РОДУ                                    | 88                      | Позаальбомний сингл |
| 2022                                       | Posmakuj (із alyona alyona та Trill Pem)           | —                       | Позаальбомний сингл |
| 2022                                       | When God Shut the Door                             | —                       | Позаальбомний сингл |
| 2022                                       | Екзамен (із alyona alyona)                         | —                       | Позаальбомний сингл |
| 2023                                       | BRONIA (із Охман)                                  | —                       | Позаальбомний сингл |
| 2023                                       | На небі ні зорі                                    | —                       | Позаальбомний сингл |
| 2023                                       | Стіни (із Kalush)                                  | —                       | Позаальбомний сингл |
| 2023                                       | БЛАГОСЛОВЕННА ЗЕМЛЯ                                | —                       | Позаальбомний сингл |
| 2023                                       | BRACIA (із Przyłu)                                 | —                       | Позаальбомний сингл |
| 2023                                       | Call me freedom                                    | —                       | Позаальбомний сингл |
| 2023                                       | ТРИ ПОЛОСИ                                         | 54                      | Позаальбомний сингл |
| 2023                                       | Щедра ніч (із alyona alyona та Kola)               | 91                      | Позаальбомний сингл |
| 2023                                       | МАЛАНКА                                            | —                       | Позаальбомний сингл |
| 2024                                       | ПОДОЛЯНОЧКА (GET UP) (із alyona alyona)            | —                       | Позаальбомний сингл |
| 2024                                       | Teresa & Maria (із alyona alyona)                  | 2                       | MARIA               |
| 2024                                       | INTRO                                              | —                       | MARIA               |
| 2024                                       | AVE MARIA                                          | —                       | MARIA               |
| 2024                                       | VIRGIN MARIA                                       | —                       | MARIA               |
| 2024                                       | ГУБИ У ГУБАХ (із Володимиром Дантесом)             | 19                      | Позаальбомний сингл |
| 2024                                       | #AllEyesOnKids                                     | —                       | Позаальбомний сингл |
| 2024                                       | WABI-SABI (із Юлією Саніною)                       | —                       | Позаальбомний сингл |
| 2024                                       | СНІГ                                               | —                       | АРХЕТИПИ            |
| 2025                                       | РОЗЧИНЯЮСЬ (із Хмарою Євгеном)                     | —                       | АРХЕТИПИ            |
| 2025                                       | ВИМОЛИВ (із Хмарою Євгеном та MONATIK)             | —                       | АРХЕТИПИ            |
| 2025                                       | З якого ти поверху неба? (із Yarmak)               | —                       | АРХЕТИПИ            |
| 2025                                       | ANIMA MEA (із Міша Правильний)                     | —                       | АРХЕТИПИ            |
| 2025                                       | Sing Like a Siren (із Within Temptation)           | —                       | Позаальбомний сингл |
| «—» означає, що сингл не увійшов до чарту. |                                                    |                         |                     |

#### Як запрошена артистка
| Рік  | Назва                                                            | Найвища позиція в чарті | Альбом              |
| Рік  | Назва                                                            | UKR                     | Альбом              |
| ---- | ---------------------------------------------------------------- | ----------------------- | ------------------- |
| 2016 | Електрична зима (із ARLETT)                                      | —                       | Позаальбомний сингл |
| 2019 | Ми одне (із Cloudless)                                           | —                       | Маяк                |
| 2020 | Хо хо хо (із Morphom)                                            | —                       | Позаальбомний сингл |
| 2021 | Хвилi (із Kalush)                                                | 80                      | Позаальбомний сингл |
| 2022 | Молитва Богу за Україну (із alyona alyona)                       | –                       | Позаальбомний сингл |
| 2022 | Рідні мої (із alyona alyona)                                     | 7                       | Позаальбомний сингл |
| 2022 | Чому? (із alyona alyona)                                         | 54                      | Позаальбомний сингл |
| 2023 | Зірка (із KOZAK SIROMAHA та Gordiy Starukh)                      | –                       | Позаальбомний сингл |
| 2024 | Той день (OE30 Edition) (із Океан Ельзи, YAKTAK, Kola та SHUMEI) | –                       |                     |

### Пісні, написані співачкою для інших виконавців
| Рік  | Пісня                     | Виконавець       | Альбом            | У співавторстві з | Дж.    |
| ---- | ------------------------- | ---------------- | ----------------- | ----------------- | ------ |
| 2019 | «Волосся кольору пшениці» | Яна Брилицка     | Очікується        | Н/Д               | [ 4 ]  |
| 2019 | «Я не святая»             | Віра Брежнєва    | Сингл без альбому | Костянтин Меладзе | [ 22 ] |
| 2019 | «Теперь тебе 30»          | Володимир Дантес | Очікується        | Володимир Дантес  | [ 78 ] |
| 2019 | «Богиня»                  | Злата Огнєвіч    | Богиня            | Н/Д               | [ 79 ] |
| 2020 | «Более или менее»         | Володимир Дантес | Очікується        | Володимир Дантес  | [ 78 ] |
| 2020 | «Неадекват»               | Віра Брежнєва    | V.                | Костянтин Меладзе | [ 80 ] |
| 2020 | «Беременяшка»             | Lauta            | Очікується        | Н/Д               | [ 81 ] |

## Музичні відео
| Рік  | Назва             | Режисер                       |
| ---- | ----------------- | ----------------------------- |
| 2018 | «Постіль»         | Юрій Двіжон                   |
| 2019 | «Вільна каса»     | Дмитро Маніфест Дмитро Шмурак |
| 2019 | «Моя дитяча мрія» |                               |

## Нагороди та номінації
| Рік  | Номіновано       | Номінація            | Премія             | Результат | Дж.           |
| ---- | ---------------- | -------------------- | ------------------ | --------- | ------------- |
| 2019 | «Охрана, отмєна» | Сингл року           | Jager Music Awards | Перемога  | [ 82 ]        |
| 2019 | Jerry Heil       | Відкриття Viva!      | Вибір Viva!        | Перемога  | [ 83 ]        |
| 2020 | «Охрана, отмєна» | Найкраща пісня       | YUNA               | Номінація | [ 84 ]        |
| 2020 | Jerry Heil       | Найкраща виконавиця  | YUNA               | Номінація | [ 84 ]        |
| 2020 | Jerry Heil       | Відкриття року       | YUNA               | Перемога  | [ 84 ]        |
| 2021 | Jerry Heil       | Найкраща виконавиця  | YUNA               | Номінація |               |
| 2023 | Jerry Heil       | Public Choice Award  | MME Awards 2023    | Перемога  | [ 85 ] [ 86 ] |
| 2024 | Jerry Heil       | Best Artistic Vision | Eurovision Awards  | Перемога  | [ 87 ]        |

## Фільмографія

### Дубляж
| Рік  | Назва          | Роль   | Дж.    |
| ---- | -------------- | ------ | ------ |
| 2019 | Родина Адамсів | Бетані | [ 88 ] |